# Флёре-ле-Сен-Лу
Флёре́-ле-Сен-Лу (фр. Fleurey-lès-Saint-Loup) — коммуна во Франции, находится в регионе Франш-Конте. Департамент — Верхняя Сона. Входит в состав кантона Сен-Лу-сюр-Семуз. Округ коммуны — Люр.
Код INSEE коммуны — 70238.

## География
Коммуна расположена приблизительно в 310 км к востоку от Парижа, в 80 км севернее Безансона, в 35 км к северу от Везуля.
На юге коммуны протекает река Огрон. Северная часть коммуны покрыта лесами.

## Население
Население коммуны на 2010 год составляло 146 человек.
| 1962 | 1968 | 1975 | 1982 | 1990 | 1999 | 2010 |
| ---- | ---- | ---- | ---- | ---- | ---- | ---- |
| 108  | 125  | 149  | 157  | 154  | 141  | 146  |

## Экономика
В 2010 году среди 95 человек трудоспособного возраста (15—64 лет) 67 были экономически активными, 28 — неактивными (показатель активности — 70,5 %, в 1999 году было 62,8 %). Из 67 активных жителей работали 58 человек (33 мужчины и 25 женщин), безработных было 9 (2 мужчины и 7 женщин). Среди 28 неактивных 12 человек были учениками или студентами, 6 — пенсионерами, 10 были неактивными по другим причинам.

## Фотогалерея

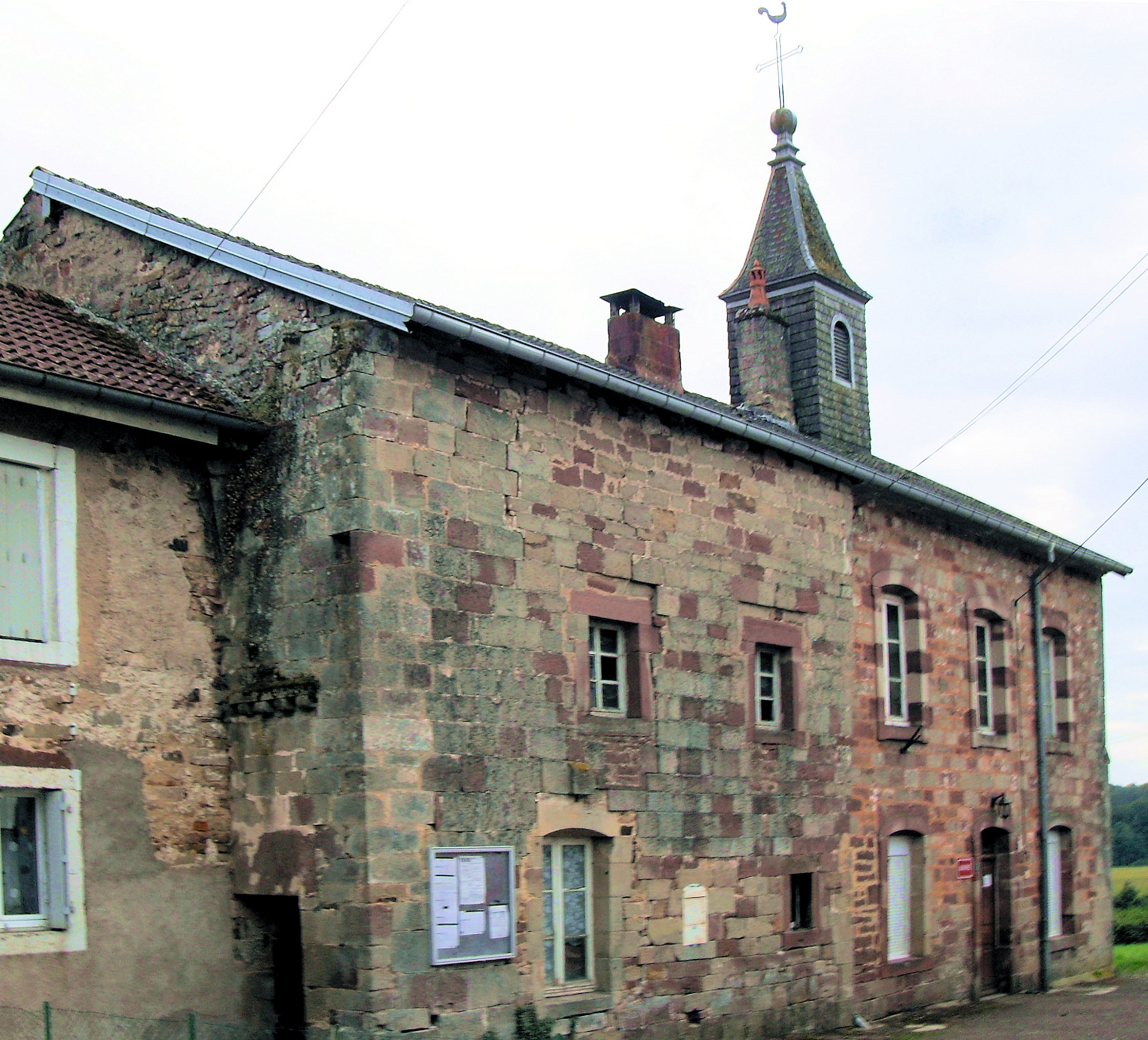
Мэрия
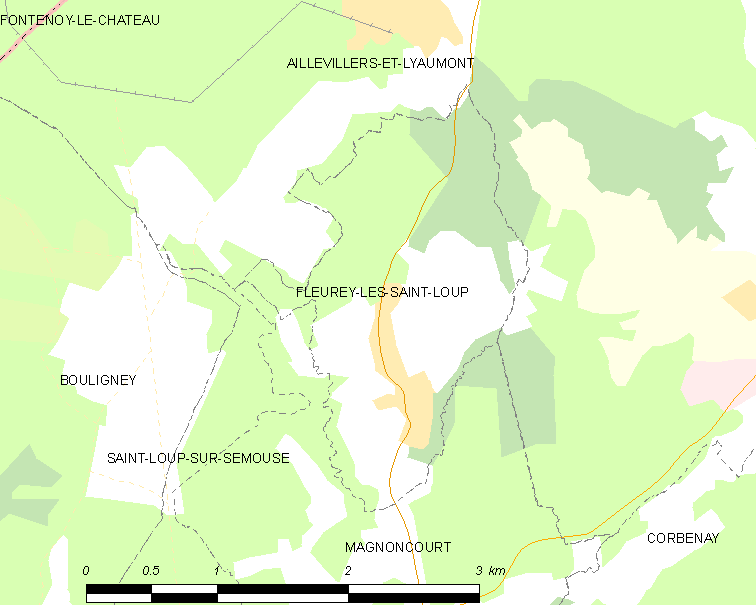
Карта коммуны